# Kugelschlag
Der Kugelschlag als Schusszeichen ist das Geräusch, welches entsteht, wenn das aus der Jagdwaffe abgefeuerte Geschoss in den Wildkörper einschlägt.
Nicht immer ist der Kugelschlag zu hören. Er kann vom Schussknall der Waffe und sonstigen Geräuschen (z. B. der Waffenmechanik) überdeckt werden. Auch bei geringen Schussentfernungen (weniger als 100 m) ist Kugelschlag meist nicht wahrnehmbar, weil die Ohren des Schützen vom Schussknall eine Zeit lang "beeindruckt" sind. Seitlich zur Schusslinie stehende Personen können den Kugelschlag besser als der Schütze selber hören.
An der Qualität des Kugelschlags ist der wahrscheinliche Einschlagspunkt erkennbar: Ein klatschendes Geräusch entsteht bei Treffern in Fleisch, ein krachendes Geräusch lässt auf einen Knochentreffer schließen. Wo das Geschoss genau einschlug (Körperregion) ist am Geräusch nicht erkennbar.